# 大猫
大猫（英語：Big Cat），即大型猫科动物，一般用来指代豹属的5名现有的成员，即虎、狮、豹、美洲豹、雪豹。除了雪豹，这些物种都可以发出吼叫声。除此之外，大猫还泛指豹属以外的物种，包括美洲金貓屬（美洲獅）、獵豹屬（獵豹）、猞猁屬（歐亞猞猁）、雲豹屬（雲豹、巽他雲豹），尽管这些新增的物种无法吼叫。尽管体型上差别巨大，许多猫科物种在结构和行为上很相似，除了在其他大小型猫科动物中脱颖而出的猎豹。所有猫科动物都是肉食动物，其中部分是很出名的顶级掠食者。它们的原产地包括美洲、非洲、亚洲。

## 吼叫
吼叫的能力出自经拉长和特别适应的喉和舌骨。当空气流经喉前往肺部，喉的软骨壁振动，产生声音。狮子的喉是最长的，从而能够发出最洪亮的吼叫。条件好的情况下，吼叫可以遍及8到10公里远。现存的五种豹属动物都有细长的舌骨，但由于喉的不同，雪豹不能咆哮。

## 威胁
大猫们面临的首要威胁依地理位置而不同，但一般是栖息地破坏和偷猎。非洲的许多大猫被牧民或政府的“问题动物控制”人员猎捕。现存的部分保护区栖息着大量数量可观的非洲豹、狮和猎豹，例如博茨瓦纳的乔贝国家公园、肯尼亚的马赛马拉和坦桑尼亚的塞伦盖蒂国家公园。相反，在保护区外的地区，狩猎成了大型猫科动物的主要威胁。
美国19个州份禁止将大猫和其他危险的奇异动物养为宠物，而联邦政府的《圈养野生动物安全法》（Captive Wildlife Safety Act）也禁止跨州运输销售这些动物，该法律最初于2003年12月19日签署生效。为了解决日益凸显的部分大型猫科动物物种的交易问题，加强版的《圈养野生动物安全法》于2007年9月通过。该法列明的大型猫科动物物种包括狮、老虎、豹、雪豹、云豹、猎豹、美洲虎、美洲狮，以及上述物种的任何杂交种（例如狮虎、虎狮）。私人持有未被禁止，但法律将跨州或跨国运输、出售或购买这些物种列为非法行为。尽管这部法律似乎为控制大猫贸易提供了强有力的法律框架，世界自然基金会等国际组织仍鼓励美国加强这些法律。世界自然基金会担心美国现行法规中的弱点可能无意间助长了老虎身体部位的黑市发展。

## 保护
动物庇护所为动物在受保护的环境中过自然生活提供了庇护。一般这些动物庇护所是为私人持有者不能继续或愿意饲养的大猫提供住所的组织。然而，在组织名称中使用“庇护所”（sanctuary）并不代表它真正是用于庇护的场所。为获得美國魚類及野生動物管理局认可为真正的动物保护区，获《圈养野生动物安全法》禁止跨洲运输大猫的豁免权，组织必须符合下列标准：
- 必须是依照《内部税收法》第501（a）条获得免税的非营利实体
- 不能从事大型猫科动物物种的贸易，包括它们的后代、身体部位及由此制成的产品
- 不能繁殖大型猫科动物
- 不能直接接触让大型猫科动物和公众在它们的设施中有直接接触
- 必须保留所涉及大型猫科动物的记录
- 必须允许管理局在合理的时间内检查其设施、记录和动物

## 物种
- 猫科（Felidae）
  - 豹属（Panthera）
    - 虎（Panthera tigris，栖息于亚洲）
    - 狮（Panthera leo，栖息于撒哈拉以南非洲、印度吉尔森林，已在东南欧、中东、亚洲和北美洲大部分地区灭绝）
    - 美洲豹（Panthera onca ，栖息于美洲美國南部到阿根廷北部）
    - 豹（ Panthera pardus，栖息于亚洲、非洲和歐洲俄羅斯[12]）
    - 雪豹（Panthera uncia，又称Uncia uncia，栖息于中亚和南亚）

  - 獵豹屬（Acinonyx）
    - 猎豹（Acinonyx jubatus，栖息于撒哈拉以南非洲和伊朗；已在欧亚大陆灭绝）

  - 美洲金猫属（Puma）
    - 美洲狮（Puma concolor，栖息于北美洲和南美洲）

## 演化
据估计，大部分大型猫科动物的先祖于637万年前从猫亚科分裂出来。另一方面，猫科主要由中小型动物组成，不仅包括家猫，还有美洲狮和猎豹等体型较大的猫。
2010年一项发表在《分子系统发育与进化期刊》的研究深入了解了大型猫科动物的确切进化关系。研究表明，雪豹和虎是姊妹物种，狮、豹和美洲豹彼此间的联系更加紧密。虎和雪豹从先祖大猫分开约390万年。老虎之后在320万年前的上新世末期进化为独特物种。狮、豹和美洲虎的祖先与其他大型猫科动物相距430万到380万年。在360万到250万年间，美洲豹从先祖狮和豹中趨異演化。狮和豹大约于200万年前分裂。最早的大猫化石布氏豹可追溯到410万到595万年前，在西藏西南部发现。
|  | 雪豹 |
|  |      |
|  | 虎   |
|  |      |

|         | 美洲豹                                    |
|         |                                           |
| 200万年 | \| \| 狮 \| \| \| \| \| \| 豹 \| \| \| \| |
|         | \| \| 狮 \| \| \| \| \| \| 豹 \| \| \| \| |
|         | 狮                                        |
|         |                                           |
|         | 豹                                        |
|         |                                           |

|  | 狮 |
|  |    |
|  | 豹 |
|  |    |

|  | 雪豹 |
|  |      |
|  | 虎   |
|  |      |

|         | 美洲豹                                    |
|         |                                           |
| 200万年 | \| \| 狮 \| \| \| \| \| \| 豹 \| \| \| \| |
|         | \| \| 狮 \| \| \| \| \| \| 豹 \| \| \| \| |
|         | 狮                                        |
|         |                                           |
|         | 豹                                        |
|         |                                           |

|  | 狮 |
|  |    |
|  | 豹 |
|  |    |

## 体重范围
大猫的体重范围很大。成年雪豹体重一般为22至55（49至121磅），个别物种可达75（165磅），而猎豹的体重一般为21—72（46—159磅）。
雄性和雌性狮体重一般分别为150—249.5（331—550磅）和110—182（243—401磅），雄性和雌性虎体重分别为100—306（220—675磅）和75—167（165—368磅）。而在原野生活的雄性狮和虎的体重非常大，超过306（675磅），而圈养的体重约为1,000磅（450）。
狮虎可以长得比狮子和老虎还要大，尤其是名叫“Nook”的狮虎，重达550（1,210磅）。

## 延伸阅读
- Turner, A. and Antón, M. . Columbia University Press. 1997. ISBN 978-0-231-10228-5 （英语）.